# Hubert van Eyck
Hubert van Eyck (també Huybrecht van Eyck i Hubertus van Eyck) (Maaseik, cap a 1366–Gant, 27 de setembre de 1426) va ser un pintor pertanyent a l'estil dels primitius flamencs dins del període gòtic, i germà gran de Jan van Eyck.

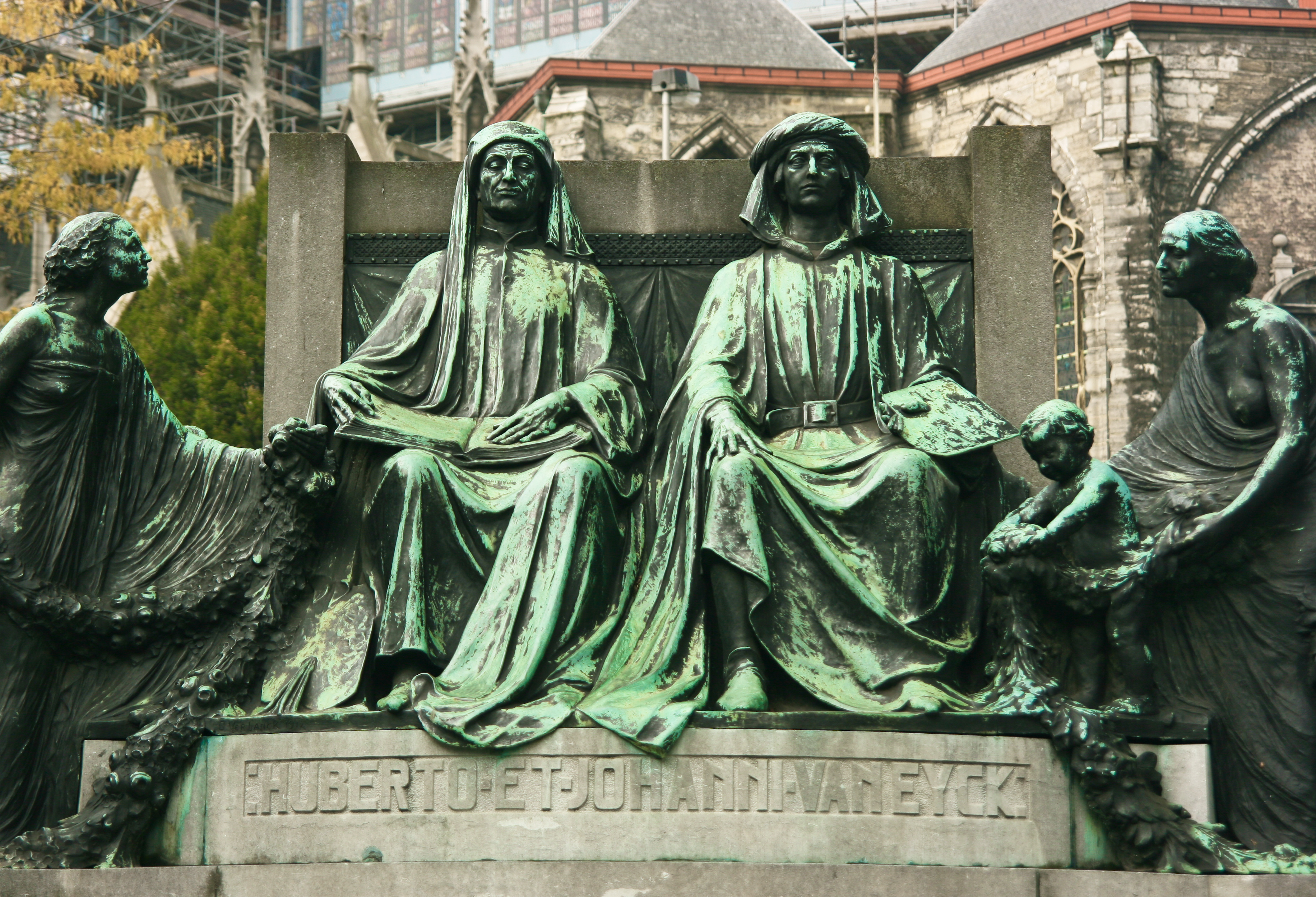
Estàtues dels germans Van Eyck a Gant, cap a 1430

Va néixer al voltant de 1366, en Maeseyck (avui Maaseik, Bèlgica), sota la protecció d'un convent benedictí, en el qual s'havien conreat l'art i les lletres des de principis del segle viii.
Després d'una llarga sèrie de guerres, en les quals el país es va tornar insegur i les escoles que havien florit a les ciutats van decaure, va marxar a Flandes, i allí es va fer un nom per primera vegada. Va ser pintor de la cort del ducat de Borgonya, i d'un dels més rics patricis de Gant. Entre 1410 i 1420, es va assenyalar a si mateix com l'inventor d'un nou mètode de pintura. Va viure al servei de Felip el Bo fins al 1421. Aquí va pintar quadres per a la corporació, els principals magistrats de la qual li van honrar amb una visita d'estat en 1424.
La seva principal obra, el políptic de l'Adoració de l'Anyell Místic, és una de les més destacades creacions de l'escola flamenca, i està actualment a la Catedral de Sant Bavó de Gant. Aquesta magna obra és fruit de la col·laboració de Hubert amb el seu germà Jan van Eyck, discutint-se quines parts corresponen a cada germà. L'obra és gairebé única com a il·lustració de la vivència de la religió en la societat de l'època. Existeix una composició semblant, La Font de la Gràcia en el Museu del Prado, assignada al taller dels Van Eyck. El políptic de Gant representa, en nombrosos panells, la història de la redempció de la humanitat per Crist Salvador, a qui es representa en la part superior de l'obra en el seu seient, com a Jutge, amb la Verge i sant Joan Baptista a banda i banda, flanquejats per Adam i Eva, símbol de la humanitat pecadora. En la part inferior, l'Anyell vessant la seva sang en presència dels àngels, apòstols, profetes, màrtirs, cavallers i ermitans, sobre un ampli paisatge. Als costats exteriors dels panells apareixen la Verge i l'àngel de l'Anunciació, les sibil·les i profetes que van anunciar l'arribada del Senyor, i els donants en oració als peus del Baptista i l'Evangelista.
Després que s'acabés aquesta gran obra es va col·locar, el 1432, en un altar en Sant Bavó de Gant, amb una inscripció en el marc descrivint a Hubert com maior quo nemo repertus.

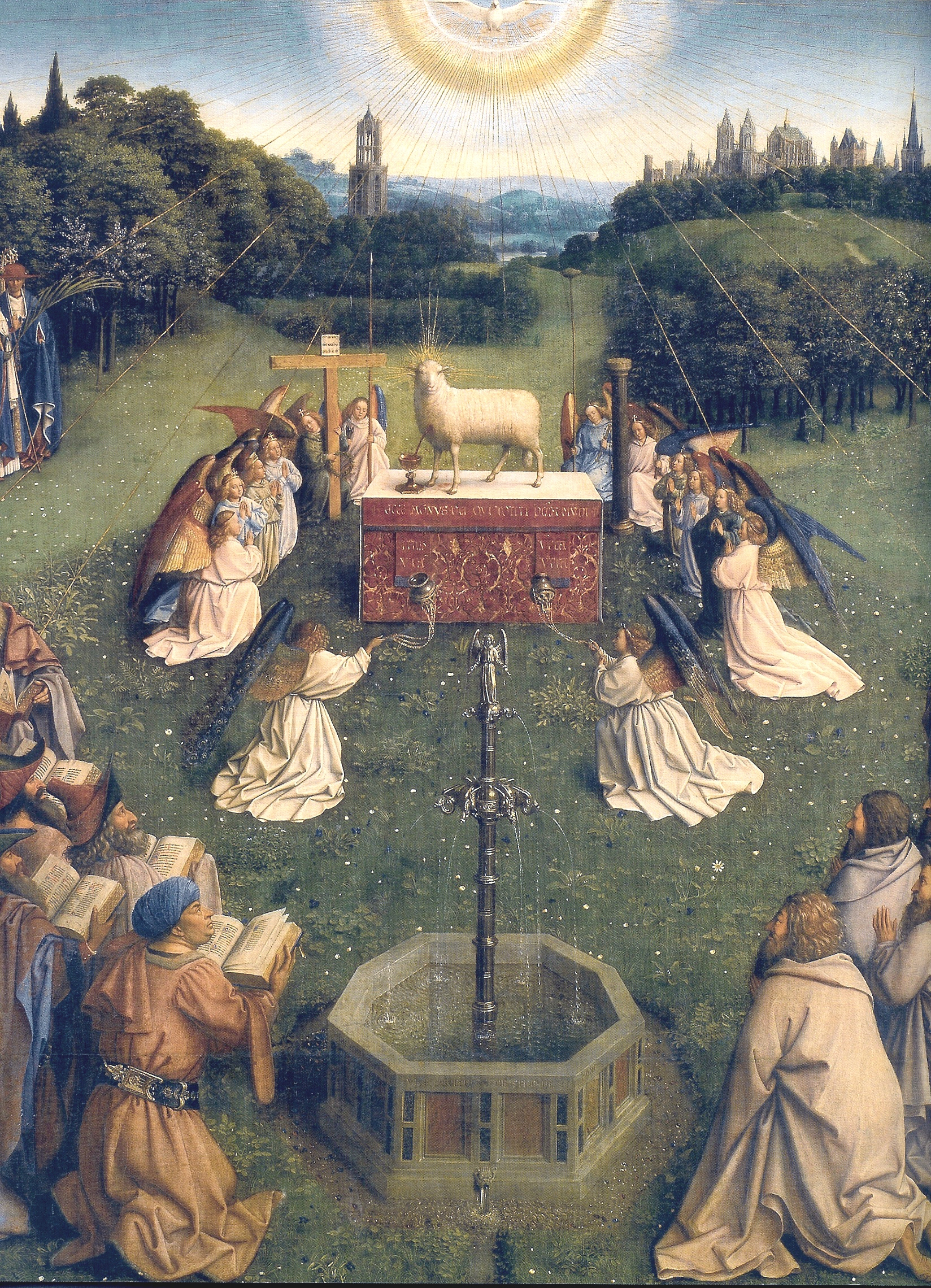
Detall de l'Adoració de l'Anyell Místic, pintat 1432

El retaule va ser realitzat per tots dos germans conjuntament, com Jan van Eyck va reconèixer i era igualment conegut pel duc de Borgonya o els caps de la corporació de Bruges, que van visitar la casa del pintor en una visita d'estat el 1432, i els membres de la càmera de retòrica a Gant, que van reproduir l'Agnus Dei com una escena viva el 1456. No obstant això, generacions posteriors van atribuir el políptic en exclusiva a Jan.
La seva representació de Crist com a jutge, entre la Verge i Sant Joan, mostra una representació realista, combinada amb un fi dibuix i un colorit exquisit, i la unió feliç de severitat i simplicitat amb el més profund sentiment religiós. En contrast amb produccions precedents de l'escola flamenca, mostra una singular fondària de to i gran riquesa de detall. Tot això és possible gràcies a la nova tècnica pictòrica, l'oli, del que Hubert va compartir la invenció amb el seu germà, però del que cap altre pintor rival tenia llavors el secret. L'ús de l'oli com a aglutinant és l'aportació de l'estil flamenc a la pintura gòtica, aviat es va difondre entre els gremis de les ciutats veïnes, però no va ser revelat als italians fins a gairebé el final del segle xv.
Quan Hubert va morir el setembre de 1426, va ser enterrat en la capella de l'altar on estava col·locada la seva obra mestra. D'acord amb una tradició tan antiga com el segle xvi, el seu braç estava preservat com una relíquia en un cofre a la porta de Sant Bavó de Gant.
En la seva vida va tenir una gran activitat i sorprenents èxits, enfosquits avui dia una miqueta, ja que excepte l'obra mestra del Políptic de Gant no es conserva cap altra obra seva documentada, encara que se li atribueixen diverses. Va ensenyar els fonaments de l'art al seu germà, qui li va sobreviure i amb el temps li va superar en fama.